# Elisha Dyer Jr.
Elisha Dyer, Jr., född 29 november 1839, död samma dag 1906, var en amerikansk politiker och guvernör i Rhode Island.

## Tidigt liv
Dyer föddes i Providence, Rhode Island. Han var son till Elisha Dyer, som var guvernör i Rhode Island 1857-59.
Dyer tog en kandidatexamen i kemi vid Brown University och en doktorsexamen i kemi från Justus-Liebig-Universität Gießen i Tyskland. Medan han gick vid Brown University gick han med i studentföreningen Zeta Psi. Han var med i Rhode Islands milis under lång tid, och nådde till slut rangen brigadgeneral. Han tog värvning i Rhode Islands första lätta artilleribatteri vid början av amerikanska inbördeskriget, men skadades vid en träning i april 1861; han tillbringade återstoden av kriget med administrativa göromål i Rhode Island.

## Politisk karriär
Dyer valdes till Rhode Islands senat 1877 och till Rhode Islands representanthus 1880. Han var högste militäre befälhavare för Rhode Islands militära styrkor 1882-95. År 1896 valdes han till guvernör som republikan. Han efterträdde republikanen Charles W. Lippitt (som också var son till en tidigare guvernör) och efterträddes ett år senare av ännu en republikan: William Gregory. Efter sin enda mandatperiod som guvernör valdes han återigen till delstatens senat 1904. Därefter valdes han till borgmästare i Providence 1905. Han avled i ämbetet på sin 67:e födelsedag, 1906.